# SV Ducherow
Der SV Ducherow ist ein Sportverein in der vorpommerschen Gemeinde Ducherow. Der 1990 gegründete Verein bietet die Wettkampfsportart Fußball an und ging aus der im November 1948 gegründeten Betriebssportgruppe Traktor Ducherow hervor.

## Porträt
Der Sportverein Ducherow wurde nach der politischen Wende 1989/90 von Mitgliedern der Betriebssportgemeinschaft (BSG) Traktor Ducherow gegründet, nachdem aufgrund der wirtschaftlichen Veränderungen in der DDR das System der Betriebssportgemeinschaften nicht mehr aufrechterhalten werden konnte. Die BSG Traktor, deren Trägerbetrieb die örtliche LPG gewesen war, wurde neben anderen angebotenen Sportarten durch ihre Fußballmannschaft überregional bekannt.
1957 (Kalenderjahr-Saison) erreichte die Fußballmannschaft mit dem Aufstieg in die Bezirksklasse die Ebene des Bezirkes Neubrandenburg. Das Niveau der Mannschaft reichte jedoch nicht zum Klassenerhalt, sodass sie die nächsten zwei Spielzeiten wieder in der Kreisklasse verschwand. 1959 stieg die BSG Traktor erneut in die Bezirksklasse Neubrandenburg auf, in der sie sich zum Ende der 1960er Jahre zu einer Spitzenmannschaft entwickelte.
Bereits 1965 war sie mit dem Gewinn des Fußball-Bezirkspokals erfolgreich, mit dem sie sich für die Teilnahme am DDR-weiten FDGB-Fußballpokal-Wettbewerb 1965/66 qualifizierte. Dort traf Traktor Ducherow auf den Zweitligisten SC Neubrandenburg, dem man im Heimspiel mit 2:3 unterlag.
Nach der Saison 1970/71 (Sommer-Frühjahr-Spielzeit) stieg Ducherow in die Bezirksliga auf, die seit 1963 (Wegfall der II. DDR-Liga) die 3. Liga im DDR-Fußballspielbetrieb war. Auch die Bezirksliga-Saison 1971/72 war für Traktor Ducherow zu stark, und es erfolgte wieder der sofortige Abstieg. Es folgten sieben weitere Spielzeiten in der Bezirksklasse, ehe 1978/79 die Rückkehr in die Bezirksliga gelang. Diesmal konnte sich Ducherower drei Spielzeiten lang in der Drittklassigkeit behaupten, bis 1981/82 wieder der Abstieg hingenommen werden musste. Nachdem die BSG Traktor dort zunächst wieder im Spitzenfeld zu finden war, kam es in der Saison 1986/87 zu einem Abfall auf den neunten Platz, dem 1987/88 Platz zwölf und der Abstieg aus der Bezirksklasse folgte. Bis zum Ende des DDR-Fußballspielbetriebs verharrte die BSG Traktor in der Kreisliga.
Die Fußballmannschaft des 1990 gegründeten SV Ducherow begann ihren Auftritt im DFB-Spielbetrieb in der Saison 1990/91 mit Platz sechs in der Bezirksklasse Neubrandenburg, der 3. Liga im Nordostdeutschen Fußballverband. Seit 2017/18 spielt der SV Ducherow in der Kreisoberliga Vorpommern-Greifswald, der 9. Liga des deutschen Ligasystems.